# Maxinquaye
Maxinquaye — дебютный студийный альбом британского музыканта Tricky, выпущенный 20 февраля 1995 года.
Жанрово запись довольно неоднородна и включает такие направления как хип-хоп, соул, даб, рок и электроника; для подобного жанрового сплава в прессе стал использоваться термин трип-хоп, а Tricky был назван в числе основоположников нового музыкального направления наряду с такими группами как Massive Attack и Portishead.
Большинство композиций альбома созданы при участии британской вокалистки и тогдашней подруги Трики — Мартины Топли-Бёрд. В записи отдельных песен приняли участие Элисон Голдфрапп — солистка британского дуэта Goldfrapp, исландская певица Рагхильдюр Гисладоуттир (Ragga), шотландский композитор и продюсер Howie B. Продюсированием альбома занимался Марк Сондерс совместно с Трики.
Отзывы музыкальных критиков были весьма благосклонны. Английский музыкальный журнал NME присудил Maxinquaye звание лучшего альбома 1995 года. Музыкальный еженедельник Melody Maker также удостоил запись первого места в рубрике «Альбом года». Журнал Spin поставил Maxinquaye на второе место в списке «20 лучших альбомов 1995 года». Журнал Q включил запись в списки «50 лучших альбомов 1995 года» и «90 лучших альбомов 1990-х».
В 1999 году Rolling Stone, подводя итоги десятилетия, назвал дебютный альбом Трики в числе «Наиболее значимых записей 1990-х», а журнал Spin поставил Maxinquaye на 14 место в списке «90 величайших альбомов 1990-х».
19 октября 2009 года вышло повторное издание альбома: звукозаписывающая компания Island Records выпустила Maxinquaye Deluxe Edition на двух дисках с ремиксами, альтернативными версиями песен и одним новым треком «Slick 66».

## Информация об альбоме

### История записи
В 1991 году Трики познакомился с Мартиной Топли-Бёрд. В то время он работал вместе со своими приятелями из Massive Attack над их дебютным альбомом Blue Lines. Мартине тогда было 15 лет и она ещё училась в школе. Трики был впечатлен её голосом. Он привел Мартину в студию и они записали песню «Aftermath». В записи им помог бристольский музыкант Марк Стюарт. Трики показал свой новый трек участникам Massive Attack, но они не заинтересовались записью. Впоследствии, чувствуя напряженность в отношениях с коллективом, Трики отправляется в Лондон, чтобы начать свою сольную карьеру.
В 1993 году Трики выпустил несколько сотен виниловых копий демозаписи Aftermath. После этого релиза компания звукозаписи попыталась связаться с артистом, у которого в то время не было постоянного адреса. Вскоре Трики подписал контракт с Island Records. Компания Island выпустила его следующий сингл Ponderosa и наладила тираж сингла Aftermath. Обе записи снискали признание со стороны критиков.
В феврале 1995 года, вслед за третьим синглом Overcome, состоялся релиз дебютного альбома Maxinquaye, с успехом вышедшего в Европе и достигшего третьей позиции в британском чарте. Продюсированием альбома занимались Марк Сондерс и сам Трики. Большинство композиций альбома созданы при участии Мартины Топли-Бёрд. Трек «Pumpkin» записан совместно с вокалисткой Элисон Голдфрапп из группы Goldfrapp. Композиция «You Don’t» записана вместе с исландской певицей Рагхильдюр Гисладоуттир (Ragga). «Ponderosa» создана при участии шотландского композитора и продюсера Howie B.
Альбом Maxinquaye Трики назвал в честь своей матери — Maxine Quaye (Максин Ки), — которая совершила самоубийство, когда ему было четыре года.

### Переиздание
Переиздание альбома состоялось 19 октября 2009 года. Звукозаписывающая компания Island Records выпустила двухдисковое издание Maxinquaye Deluxe Edition. Первый диск идентичен релизу 1995 года. В состав второго диска вошли ремиксы, альтернативные версии песен и один новый трек «Slick 66».

## Список композиций

### Maxinquaye (1995)
| №   | Название                   | Длительность |
| --- | -------------------------- | ------------ |
| 1.  | «Overcome»                 | 4:28         |
| 2.  | «Ponderosa»                | 3:30         |
| 3.  | «Black Steel»              | 5:39         |
| 4.  | «Hell Is Round the Corner» | 3:46         |
| 5.  | «Pumpkin»                  | 4:30         |
| 6.  | «Aftermath»                | 7:37         |
| 7.  | «Abbaon Fat Tracks»        | 4:26         |
| 8.  | «Brand New You’re Retro»   | 2:54         |
| 9.  | «Suffocated Love»          | 4:52         |
| 10. | «You Don’t»                | 4:39         |
| 11. | «Strugglin'»               | 6:38         |
| 12. | «Feed Me»                  | 4:02         |

### Maxinquaye Deluxe Edition (2009)
CD 1
| №   | Название                   | Длительность |
| --- | -------------------------- | ------------ |
| 1.  | «Overcome»                 | 4:28         |
| 2.  | «Ponderosa»                | 3:30         |
| 3.  | «Black Steel»              | 5:39         |
| 4.  | «Hell Is Round the Corner» | 3:46         |
| 5.  | «Pumpkin»                  | 4:30         |
| 6.  | «Aftermath»                | 7:37         |
| 7.  | «Abbaon Fat Tracks»        | 4:26         |
| 8.  | «Brand New You’re Retro»   | 2:54         |
| 9.  | «Suffocated Love»          | 4:52         |
| 10. | «You Don’t»                | 4:39         |
| 11. | «Strugglin'»               | 6:38         |
| 12. | «Feed Me»                  | 4:02         |

CD 2
| №   | Название                                                       | Длительность |
| --- | -------------------------------------------------------------- | ------------ |
| 1.  | «She Devil» (rough monitor mix)                                | 6:27         |
| 2.  | «Ponderosa» (Dobies Rub Part One)                              | 4:25         |
| 3.  | «Slick 66» (commercial 12)                                     | 4:15         |
| 4.  | «Overcome» (Bungle Mix)                                        | 2:38         |
| 5.  | «Brand New You’re Retro» (Alex Reece mix)                      | 4:47         |
| 6.  | «Black Steel» (Been Caught Steeling mix)                       | 5:59         |
| 7.  | «Aftermath» (version 1)                                        | 5:01         |
| 8.  | «Just For The Hate Of It» (rough monitor mix)                  | 4:28         |
| 9.  | «Karma Coma» (accapella — rough monitor mix))                  | 2:51         |
| 10. | «Black Steel» (accapella — rough monitor mix)                  | 5:58         |
| 11. | «Overcome» (2009 mix by Tricky & Al Riley)                     | 3:26         |
| 12. | «Hell Is Round The Corner» (2009 mix by Tricky & Gareth Bowen) | 5:44         |
| 13. | «Black Steel» (2009 mix by Tricky, Jose Maria & Kidd Rasta)    | 3:54         |

## Комментарии

### Использованные семплы
| Название композиции      | Использованные семплы |
| ------------------------ | --- |
| Overcome                 | Shakespeares Sister — «Moonchild»                                                                                            |
| Ponderosa                | Jagjit Singh & Chorus — «O Maa Tujhe Salaam»                                                                                 |
| Black Steel              | A. R. Rahman — «Rukkumani Rukkuman»                                                                                          |
| Hell Is Round The Corner | Айзек Хейз — «Ike’s Rap II»                                                                                                  |
| Pumpkin                  | The Smashing Pumpkins — «Suffer»                                                                                             |
| Aftermath                | Марвин Гайе — «That’s The Way Love Is» Отрывок аудиозаписи из фильма «Бегущий по лезвию» («Let me tell you about my mother») |
| Abbaon Fat Tracks        | Отрывок аудиозаписи из фильма «The Rapture» («Can you fly? You fly as fast as you can to baby Jesus»)                        |
| Brand New You’re Retro   | Майкл Джексон — «Bad» |
| Suffocated Love          | The Chantels — «Look In My Eyes»                                                                                             |

### Использованные цитаты
| Название композиции    | Использованные цитаты |
| ---------------------- | --- |
| Overcome               | - В основу текста песни положен куплет Tricky, взятый из композиции «Karmacoma», которую он совместно с Робертом «3D» Дель Ная из Massive Attack записал для альбома Protection. |
| Black Steel            | - Композиция «Black Steel» является кавер-версией песни «Black Steel In The Hour Of Chaos» с альбома It Takes A Nation Of Millions To Hold Us Back американской хип-хоп группы Public Enemy. |
| Aftermath              | - Фраза «Let me tell you about my mother» (в переводе с англ. — «Сейчас я расскажу о своей матери»), звучащая в середине композиции, является репликой из кинофильма «Бегущий по лезвию». В фильме эти слова произносит репликант Леон Ковальски перед тем, как выстрелить в тестирующего его агента. - Слова «How can I be sure / In a world that’s constantly changing» (в переводе с англ. — «Как я могу быть уверен / В мире, который постоянно изменяется?») заимствованы из песни «How Can I Be Sure» с альбома «Groovin'» американской рок-группы The Young Rascals. - Звучащие в конце песни строки «Just when I thought I was winning / Just when I thought I could not be stopped» (в переводе с англ. Когда я думал, что победил / Когда казалось, меня ничто не остановит) заимствованы из песни «Ghosts» с альбома Tin Drum британской рок-группы Japan. |
| Abbaon Fat Tracks      | - «Hotel, motel» — заимствование из песни «Rapper’s Delight» американской рэп-группы The Sugarhill Gang. |
| Brand New You’re Retro | - «You don’t think I’m a brother / Then check my chromosome» (в переводе с англ. — «Вы не думаете, что я брат / Тогда проверьте мои хромосомы») — цитата из песни «Prophets Of Rage» группы Public Enemy. |
| Suffocated Love        | - «I know why the caged bird sings» (в переводе с англ. — «Я знаю отчего поет запертая в клетке птица») — название автобиографии американской писательницы Майи Ангелу. Аналогичное название также носит песня с альбома Buckshot LeFonque группы Buckshot LeFonque организованной Брэнфордом Марсалисом. - «How I could just kill a man» (в переводе с англ. — «Как я мог убить человека») — строка из одноимённой песни «How I Could Just Kill A Man» группы Cypress Hill. |

### Жанр
Вскоре после выхода альбома Tricky был назван изобретателем нового музыкального жанра, названного трип-хопом. Сам Трики говорил, что ненавидит этот термин и не рассматривает свою музыку как образец трип-хопа.

Я не придерживаюсь какого-либо жанра. Если вы слушали трип-хоп….если вы действительно слушали, что из себя представляет трип-хоп, вы бы заметили, что моя музыка звучит совершенно иначе….Моя музыка — это моя музыка.Оригинальный текст (англ.)I'm not in any genre. If you listen to trip-hop...if you actually listen to what trip-hop is, my music don't sound nothing like it....My music's my music, though. 

## Концертные выступления
Вслед за выходом альбома Tricky отправился в концертный тур. Вместе с ним во время турне выступали вокалистки: Мартина Топли-Бёрд, Элисон Голдфрапп (солистка британского дуэта Goldfrapp) и Кэт Коффи (вокалистка Stereo MC's).
В период со 2 марта по 10 июня 1995 года Трики выступал совместно с британской певицей PJ Harvey. В марте они давали концерты у себя на родине, в Великобритании, посетив такие города как Йовиль, Глазго, Лидс, Кембридж, Манчестер, Бирмингем, Лондон. С апреля и до начала мая музыканты выступали в крупных европейских городах и столицах: Ницце, Барселоне, Мадриде, Модене, Лионе, Париже, Бурже, Амстердаме, Кёльне, Генте, Франкфурте, Гамбурге, Гётеборге, Осло, Стокгольме, Копенгагене, Лондоне. С начала мая и в течение целого месяца Трики и Полли Джин Харви выступали на североамериканском континенте посетив с концертами США и Канаду. Они посетили Лос-Анджелес, Сан-Франциско, Портленд, Сиэтл, Ванкувер, Детройт, Торонто, Монреаль, Бостон, Нью-Йорк, Филадельфию, Вашингтон, Атланту, Чикаго.
После концертных выступлений в Америке и Канаде Трики принял участие в ряде крупных европейских музыкальных фестивалей. 24 июня состоялся британский фестиваль в Гластонбери, в котором участвовал Трики. 30 июня он выступил в бельгийском фестивале Torhout Festival, 2 июля побывал на датском Roskilde Festival, 14 июля принял участие в британском Phoenix Festival. 4 августа Трики выступал на фестивале Feile Festival, проводившемся в Корке. 25 августа — Lowlands Festival, проходивший в голландском Дронтене. На следующий день, 26 августа, Трики выступил на британском фестивале Reading Festival.
С 9 по 30 сентября Трики снова отправился с концертами в США и Канаду. На этот раз он побывал в Нью-Йорке, Монреале, Торонто, Детройте, Чикаго, Миннеаполисе, Ванкувере, Сиэтле, Портленде, Сан-Франциско и Лос-Анджелесе. Спустя месяц Трики в рамках концертной программы посетил Европу с 27 октября по 17 ноября. Концерты состоялись в Орхусе, Линце, Мюнхене, Имоле, Фрибуре, Барселоне, Мадриде, Монпелье, Бордо, Амстердаме, Брюсселе, Париже, Берлине, Гамбурге, Роттердаме, Нанте.

## Отзывы и критика
Альбом Maxinquaye удостоился множества положительных отзывов со стороны музыкальной прессы. Сам Tricky был назван одним из основоположников трип-хопа, наряду с такими группами как Massive Attack и Portishead.
По версии журнала Rolling Stone в 1996 году альбом занял третье место в рубрике «Critics Poll» (опрос общественного мнения). В 1999 году Rolling Stone, подводя итоги десятилетия, назвал Maxinquaye в числе «Наиболее значимых записей 1990-х» («Essential Recordings of the 90’s»).
Журнал Spin присудил альбому второе место в списке «20 лучших альбомов 1995 года» («20 Best Albums Of '95»). В сентябрьском выпуске 1999 года альбом Maxinquaye был поставлен на 14 место в списке «90 величайших альбомов 1990-х» по версии журнала Spin («90 Greatest Albums of the '90s»).
Журнал Q включил Maxinquaye в списки «50 лучших альбомов 1995 года» («50 Best Albums of 1995») и «90 лучших альбомов 1990-х» («90 Best Albums Of The 1990s»). Помимо этого альбом был в 2000 году поставлен на 36 место в списке «100 величайших альбомов Великобритании» («100 Greatest British Albums»).
Английский музыкальный еженедельник Melody Maker присудил альбому первое место в рубрике «Альбом года» («Albums Of The Year»). Журнал New York Times включил Maxinquaye в десятку лучших альбомов 1995 года. Журнал NME присудил Maxinquaye первое место в своем списке «50 альбомов 1995 года» («Top 50 Albums Of The Year»).

## Влияние на популярную культуру
Композиции с дебютного альбома Tricky неоднократно использовались в саундтреках к фильмам и телевизионным сериалам. В фильме Go Now (1995) Трики вместе с Элисон Голдфрапп исполняют песню «Pumpkin» на сцене клуба. В саундтрек к фильму также вошёл трек «You Don’t». Заглавная композиция альбома — «Overcome», — была включена в саундтреки к фильмам «Странные дни» (1995) и Зона преступности (1997). Трек «Hell Is Round the Corner» звучит в фильме Перевозчик 3 (2008), а также в эпизодах Intramural (серия американского телесериала Sleeper Cell, 2005) и Sid (серия британского телесериала Молокососы, 2007). Композиция «Aftermath» звучит в трех фильмах: Le confessionnal (1995), Охота на Веронику (2003), Alien Autopsy (2006). Песня «Black Steel» использована в саундтреке к серии Stewart Is Missing (1996) американского мультсериала Бивис и Баттхед. Трек «You Don’t», помимо саундтрека к фильму Go Now (1995), звучит в фильме Бойлерная (2000). Композиция «Abbaon Fat Tracks» присутствует в саундтреках к фильмам Virtuosity (1995) и The Book of Revelation (2006).

## Видеоклипы
Всего снято шесть клипов на шесть первых одноимённых трека. Первые три видеозаписи Трики были созданы ещё до выхода Maxinquaye, их режиссировал Майк Липскомб. Во всей видеографии музыканта это максимальное количество видеоклипов созданных на композиции с одного альбома.
Aftermath — первый клип Трики, снятый в 1994 году Майком Липскомбом. Видеоряду путём цветовой коррекции придан оттенок сепии. Какой-либо четкой сюжетной линии в клипе не наблюдается. Действие происходит в старом сумрачном жилище. Покачивающаяся лампочка периодически освещает Трики и Мартину, изображаемых крупным планом. В видеоряд вставлены непродолжительные пиротехнические эпизоды: сцена горящей ветоши, огни, вспышки. Пару раз в кадре появляется пробегающая крыса; сверчки, сидящие на проводе; пожилая женщина, которая держит округлый аквариум на коленях. Примерно в середине клипа можно увидеть Трики и Мартину, сидящих вместе на ступенях и разговаривающих друг с другом.
Ponderosa — второй клип, снятый в 1994 году Майком Липскомбом. Видео схоже с клипом Aftermath выбранной цветовой гаммой. Трики и Мартина выступают в той же одежде, которая использовалась во время съемок Aftermath. Они большую часть времени поют, находясь в кабине лифта. В клипе также присутствуют некоторые религиозные символы, такие как статуя ангела с расправленными крыльями, горящий крест, сложенный из тележек, которые обычно встречаются в супермаркетах.
Overcome — третий клип, снятый в 1995 году Майком Липскомбом. Видео снято на пляже в английском городке Кэмберсэндс. Клип исполнен в духе научной фантастики. По пляжу прогуливаются люди в старых костюмах, ездит минивэн. Появляются два вертолета. Они поднимают из воды крупное овальное кольцо с каплеобразной фигурой на внутренней стороне обода и продолжают свой полет. Трики и Мартина появляются в клипе редко.
Black Steel — четвёртый клип, снятый после выхода альбома в 1995 году Майком Липскомбом и Pinko. Большую часть клипа в кадре изображена Мартина. Трики появляется несколько раз, опираясь ладонями на экран. В клипе использована кинетическая типографика — строки песни динамично выводятся на экран во время исполнения. В видео периодически изображаются гитаристы и барабанщики с пустыми головами; жирафы; пилот, похожий на тех, которые были засняты для клипа Overcome.
Hell Is Round The Corner — пятый клип, снятый в 1995 году Стефани Седнау. Доминирующий цвет клипа — красный. Трики читает свой куплет, стоя посреди ярко-красной комнаты в ярком красном одеянии, а камера вращается вокруг него на протяжении всего видео. Перед началом куплета Трики мотает головой и в это время на его месте возникает Мартина. По окончании припева Трики сменяет Мартину. В конце клипа Трики перемещается в сторону двери и растворяется в красном цвете, заполняющем весь экран.
Pumpkin — шестой клип, снятый в 1995 году Стефани Седнау. Преобладающий цвет клипа — синий. Трики и Элисон Голдфрапп поочередно изображаются крупным планом. На протяжении видеоклипа в центральную точку кадра проецируется когерентный красный луч, который создается лазерной указкой.

## Участники записи
| Студийная запись - Tricky — вокал, тексты, музыка, продюсирование - Мартина Топли-Бёрд — вокал - Элисон Голдфрапп — вокал («Pumpkin») - Ragga — вокал («You Don’t») - Марк Сондерс — клавишные («Overcome»), продюсер - Кевин Петри — продюсирование («Aftermath») - Howie B — продюсирование («Ponderosa») - FTV — ударные, гитара - Тони Рафтер — флейта («Aftermath») - Джеймс Стивенсон — гитара («Brand New You’re Retro») - Пит Брикетт — бас-гитара («Suffocated Love») - Карлтон Райденауэр, Эрик Сэдлер, Хэнк Шокли, Уильям Дрейтон — авторы текста «Black Steel» - Энди Эрл, Пол Райдер, Валери Филлипс, Барон Фон Коллмейстер — фотографы - Ричард Бэйкер, Роб Крейн — оформление - Cally On Art Island G.M.B.H. — оформление, дизайн | Концертные выступления - Tricky — вокал - Мартина Топли-Бёрд — вокал - Элисон Голдфрапп — вокал - Кэт Коффи — вокал - Патрис Шевалье — гитара - Пит Брикетт — бас-гитара - Лес Циркель — ударные - Дэймон Батчер — клавишные - Zeb — клавишные - Джим Лав — бас-гитара (с 25 августа 1995) - Джон Тонкс — ударные (с 25 августа 1995) - Слай Уилкинсон — клавишные (с 25 августа 1995) |

## Позиции в чартах
| Страна                                    | Позиция |
| ----------------------------------------- | ------- |
| Великобритания, UK Charts                 | 3       |
| Швеция, Swedish Charts Portal             | 18      |
| Новая Зеландия, New Zealand Charts Portal | 23      |
| Бельгия, Ultratop Belgian Charts          | 29      |
| Австралия, Australian Charts Portal       | 48      |
| Нидерланды, Dutch Charts Portal           | 64      |